# Orden (biología)
En biología, el orden es la categoría taxonómica entre la clase y la familia. En zoología, es una de las categorías taxonómicas de uso obligatorio, según el Código Internacional de Nomenclatura Zoológica. En taxonomía antigua era sinónimo de familia.
Lo que pertenece y no pertenece a cada orden lo determina un taxonomista, al igual que si un orden en particular debe ser reconocido en absoluto. A menudo no existe un acuerdo exacto entre los diferentes taxonomistas: cada uno toma una posición diferente. No hay reglas estrictas que deba seguir un taxonomista para describir o reconocer un orden. Algunos taxones se aceptan casi universalmente, mientras que otros se reconocen solo en raras ocasiones.

## Divisiones
Entre la clase y el orden se emplean categorías intermedias si la clasificación de un determinado organismo lo requiere; entre el orden y la familia, pueden usarse diversas subdivisiones. Las más utilizadas son:
- CLASE
  - Magnorden
    - Superorden, también recibe el nombre de cohorte.
      - Granorden
        - Mirorden
          - ORDEN
            - Suborden
              - Infraorden
                - Parvorden
                  - FAMILIA

## Nomenclatura
En zoología, no hay obligación de asignar un sufijo concreto, siendo el autor que describe un orden libre de denominarlo como le parezca más oportuno. No obstante, hay ciertas tendencias al crear nombre de órdenes, según el grupo zoológico de que se trate; por ejemplo, los insectos, muchos de sus  órdenes (pero no todos) terminan en "-ptera" (ala), como Coleoptera o Lepidoptera; en los peces y en las aves acaban en "-formes", como Perciformes o Cypriniformes, Columbiformes o Galliformes, en los bivalvos terminan en "-oida", como Veneroida u Ostreoida, etc.
En bacterias, hongos, algas y plantas es obligatorio construir el nombre del orden a partir de la raíz del genitivo del nombre del género tipo más el sufijo "-ales", como Lactobacillales (de Lactobacillus), Agaricales (de Agaricus), Volvocales (de Volvox) y Pinales (de Pinus).

## Jerarquía de rangos

### Zoología
Para algunos clados abarcados por el International Code of Zoological Nomenclature, a veces se utilizan varias clasificaciones adicionales, si bien no todas ellas son reconocidas oficialmente.
| Nombre     | Prefijo en latín                   | Ejemplo 1        | Ejemplo 2          |
| ---------- | ---------------------------------- | ---------------- | ------------------ |
| Magnorden  | magnus, 'grandioso, importante'    | Boreoeutheria    |                    |
| Superorden | super, 'sobre'                     | Euarchontoglires | Parareptilia       |
| Grandorden | grand, 'grande'                    | Euarchonta       |                    |
| Mirorden   | mirus, 'fantástico, extraño'       | Primatomorpha    |                    |
| Orden      |                                    | Primates         | Procolophonomorpha |
| Suborden   | sub, 'inferior'                    | Haplorrhini      | Procolophonia      |
| Infraorden | infra, 'por debajo'                | Simiiformes      | Hallucicrania      |
| Parvorden  | parvus, 'pequeño, sin importancia' | Catarrhini       |                    |

En su clasificación de 1997 de mamíferos, McKenna y Bell utilizaron dos niveles adicionales entre superorden y orden: grandorden y mirorden. Michael Novacek (1986) los insertó en la misma posición. En cambio Michael Benton (2005) los insertó entre superorden y magnorden. Esta posición fue adoptada por Systema Naturae 2000 y otros.

### Botánica
En botánica, los rangos de subclase y suborden son rangos secundarios pre-definidos respectivamente por encima y por debajo del rango de orden. Es posible utilizar cualquier otro número de rangos adicionales siempre que estén claramente definidos.
El rango superorden es muy utilizado, con el sufijo "-anae" práctica que fue iniciada por las publicaciones de Armen Takhtajan a partir de 1966.

## Historia
El orden como un rango distinto de clasificación biológica que tiene su propio nombre distintivo (y no solo llamado un género superior ( genus summum)) fue introducido por primera vez por el botánico alemán Augustus Quirinus Rivinus en su clasificación de plantas que apareció en una serie de tratados en la década de 1690. Carl Linnaeus fue el primero en aplicarlo consistentemente a la división de los tres reinos de la naturaleza (entonces minerales, plantas y animales) en su Systema Naturae (1735, 1ª Ed.).

### Botánica

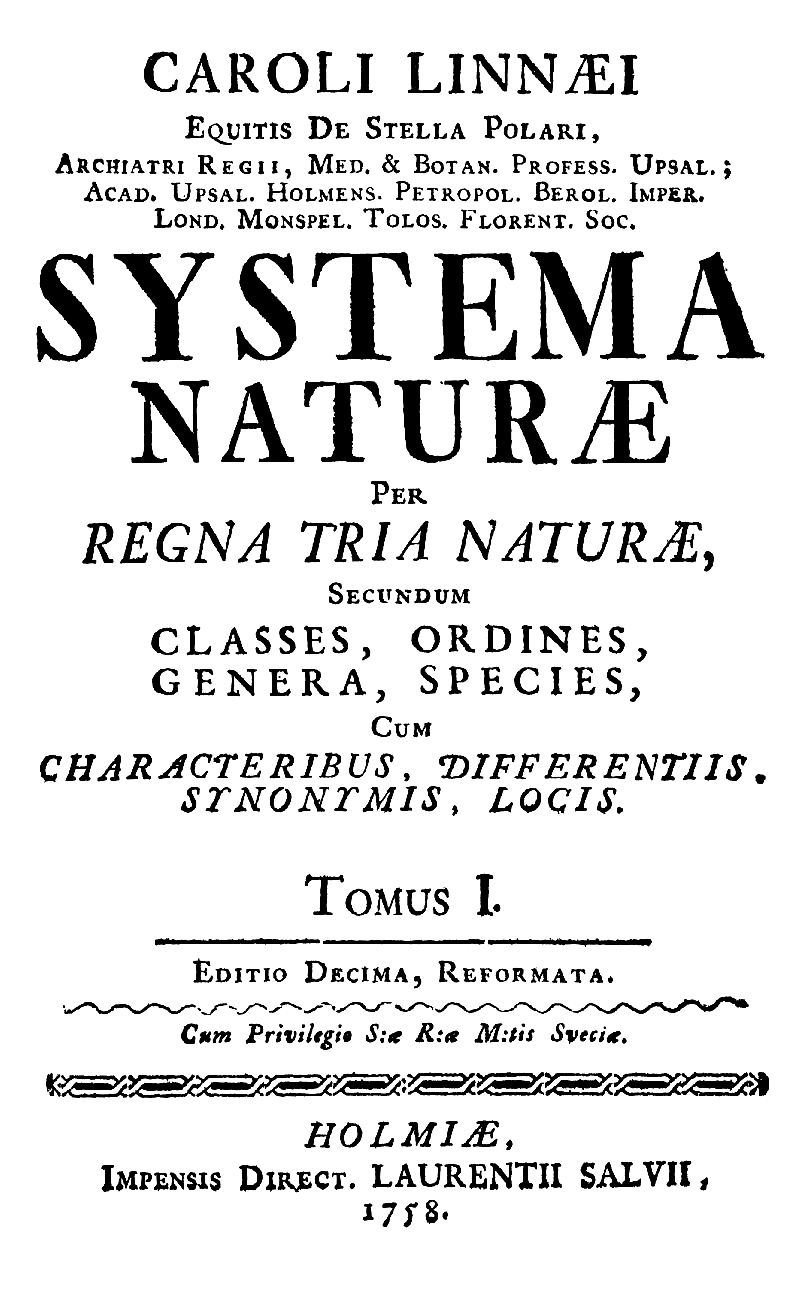
Portada de la edición 1758 del Systema Naturæ de Linnaeus.

Para las plantas, los órdenes de Linnaeus en el Systema Naturae y el Species Plantarum eran estrictamente artificiales, introducidos para subdividir las clases artificiales en grupos más pequeños más comprensibles. Cuando la palabra "ordo" se utilizó por primera consistente para las unidades naturales de las plantas, en el siglo XIX funciona como el Pródromo de Candolle y la Genera Plantarum de Bentham y Hooker, indicó taxones que ahora se le dio el rango de familia. 
En las publicaciones botánicos franceses, de Michel Adanson 's Familles naturelles des plantes (1763) y hasta el final del siglo XIX, la palabra famille: (plural familles se utilizó) como un equivalente francés para el vocablo ordo en inglés. Esta equivalencia se indica  .
explícitamente en el Lois de la nomenclatura botanique (1868) de Alphonse De Candolle, el precursor de la actualmente utilizada en el Código Internacional de Nomenclatura de las algas, hongos y plantas.
En las primeras Reglas internacionales de nomenclatura botánica del Congreso Botánico Internacional de 1905, la palabra familia fue asignada al rango indicado por la famille francesa , mientras que el orden (ordo) fue reservado para un rango superior, por lo que en el siglo XIX a menudo se le designó cohors  (cohortes plural).
Algunas de las familias de plantas aún conservan los nombres de "órdenes naturales" de Linneo o incluso los nombres de grupos naturales pre-Linneanos reconocidos por Linneo como órdenes en su clasificación natural (por ejemplo, Palmae o Labiatae). Estos nombres se conocen como apellidos descriptivos.

### Zoología
En zoología, los órdenes de Linneo se utilizaron de manera más consistente. Es decir, los órdenes en la parte de zoología del Systema Naturae se refieren a grupos naturales. Algunos de sus nombres ordinales todavía están en uso (por ejemplo, Lepidoptera para el orden de las polillas y mariposas; Diptera para el orden de las moscas, mosquitos, mosquitos y jejenes).

### Virología
En virología, la clasificación de virus del Comité Internacional de Taxonomía de Virus incluye quince taxones que se aplican en busca de virus, viroides y ácidos nucleicos satélite: dominio, subdominio, reino, subreino, filo, subfilo, clase, subclase, orden, suborden, familia, subfamilia, género, subgénero y especie. Actualmente hay 93 órdenes virales, cada uno terminado en el sufijo -virales.